# Borová Lada
Borová Lada (deutsch Ferchenhaid) ist eine Gemeinde in Tschechien. Sie liegt 9 km östlich der bayerischen Grenze bei Finsterau in 895 m ü. M. im Böhmerwald an der Einmündung des Vydří potok (Thierbach) und der Kleinen Moldau (Vltavský potok) in die Warme Moldau (Teplá Vltava).

## Geographie

### Gemeindegliederung
Die Gemeinde Borová Lada besteht aus den Ortsteilen Borová Lada (Ferchenhaid), Černá Lada (Schwarzhaid), Knížecí Pláně (Fürstenhut), Nový Svět (Neugebäu), Paseka (Passeken), Šindlov (Schindlau), Svinná Lada (Seehaid) und Zahrádky (Mehregarten), die zugleich auch Katastralbezirke bilden.
Auf dem Gemeindegebiet liegen die nicht mehr bewohnten Weiler und aufgelassenen Orte Dvojdomí  (Bei den zwei Häusern), Hrabická Lada (Rabitzerhaid), Nová Boubská (Neu-Busk), Pravětínská Lada (Gansauerhaid), Švajglova Lada (Schweiglhaid) und Zelená Hora (Grünberg).

### Nachbargemeinden
| Nové Hutě         | Zdíkov                                      | Vimperk        |
| Kvilda            | Kompassrose, die auf Nachbargemeinden zeigt |                |
| Mauther Forst (D) | Strážný                                     | Horní Vltavice |

## Geschichte
Im Jahre 1721 errichtete Franz Adam Fürst zu Schwarzenberg am Zusammenfluss der Quellbäche der Moldau ein Jagdhaus. Ab 1750 besiedelte die Herrschaft Winterberg das Tal. In Ferchenhaid, das 1855 aus 26 Häusern bestand, lebten zu dieser Zeit 230 Menschen.
Im 19. Jahrhundert entstanden in dem Gebirgsdorf drei Sägemühlen, eine Mahl- und eine Hammermühle. Ein weiterer wichtiger Betrieb war die Streichholzfabrik Eibner. Gepfarrt war Ferchenhaid in die Pfarrkirche St. Martin im Nachbardorf Neugebäu.
Nach dem Ende des Zweiten Weltkrieges und der damit verbundenen Vertreibung der deutschsprachigen Bewohner wurden ab 1950 ganze Dörfer im Böhmerwald wie Knížecí Pláně aufgelöst, dessen Fluren zu Borová Lada kamen. Unter der kommunistischen Herrschaft fielen sowohl die St.-Martins-Kirche von Nový Svět als auch die Waldkapelle von Borová Lada dem Abriss zum Opfer.

## Sehenswürdigkeiten
Im Hochmoor Chalupská slať (Großer Königsfilz) befindet sich der mit einer Fläche von 1,3 ha größte Moorsee Tschechiens, mit schwimmenden Inseln und Schwingrasen. Entlang eines Lehrpfads sind seltene Gewächse wie Latschenkiefern, Rotbirke und Rundblättriger Sonnentau zu finden.
Im Ort befinden sich zahlreiche Häuser in der traditionellen Volksbauweise des Böhmerwaldes.

## Bilder

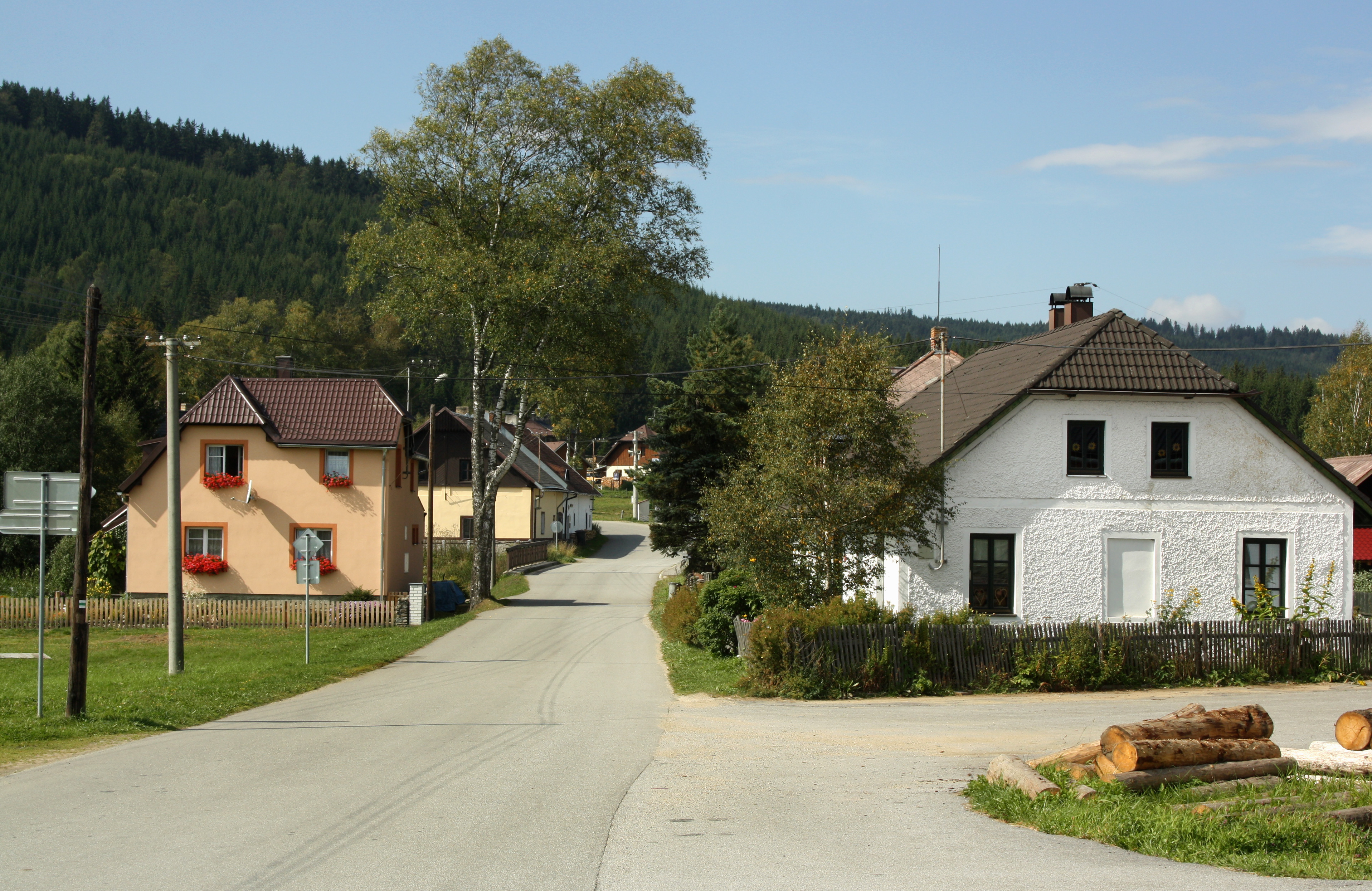
Die Hauptstraße
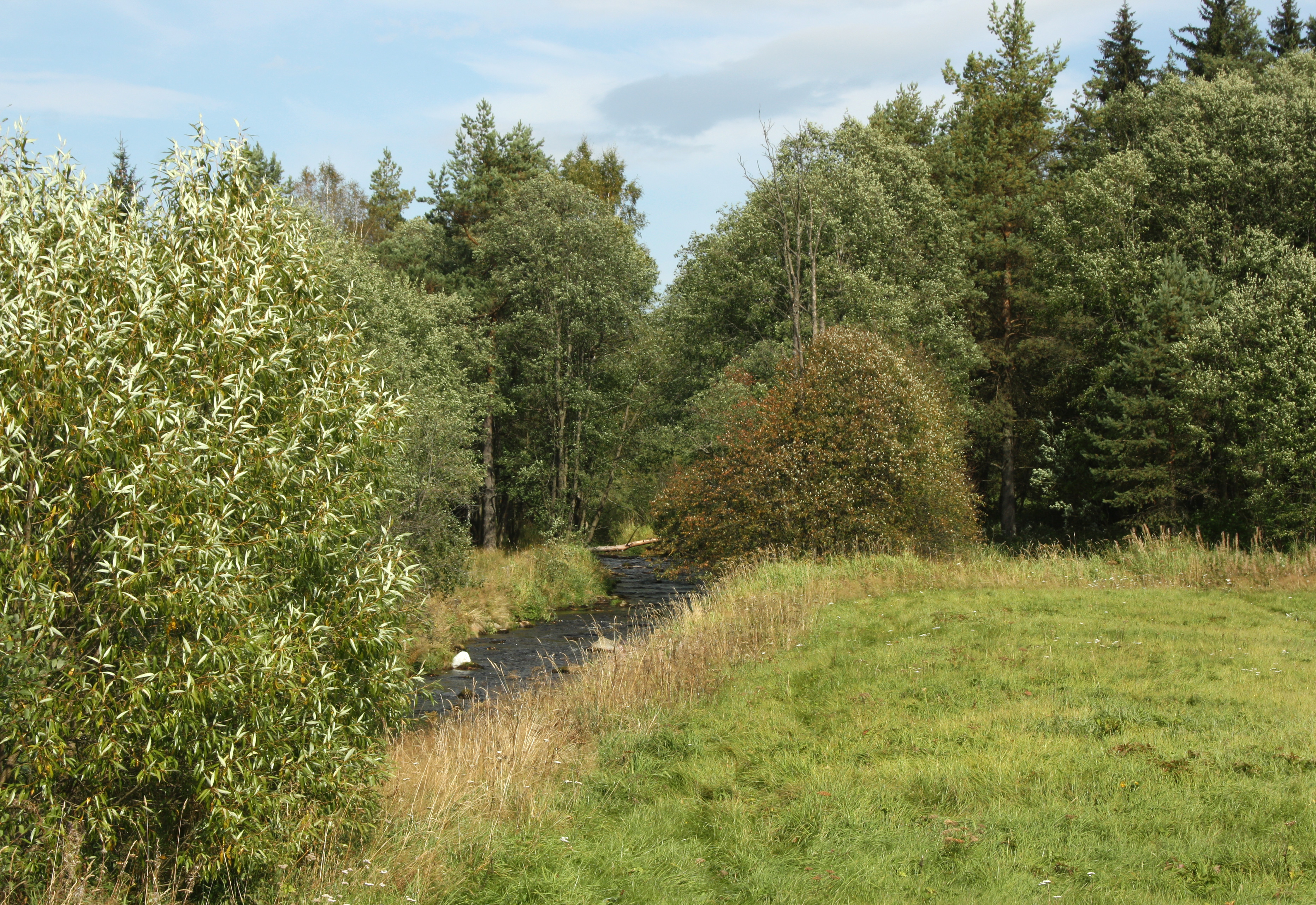
Moldau im Borová Lada
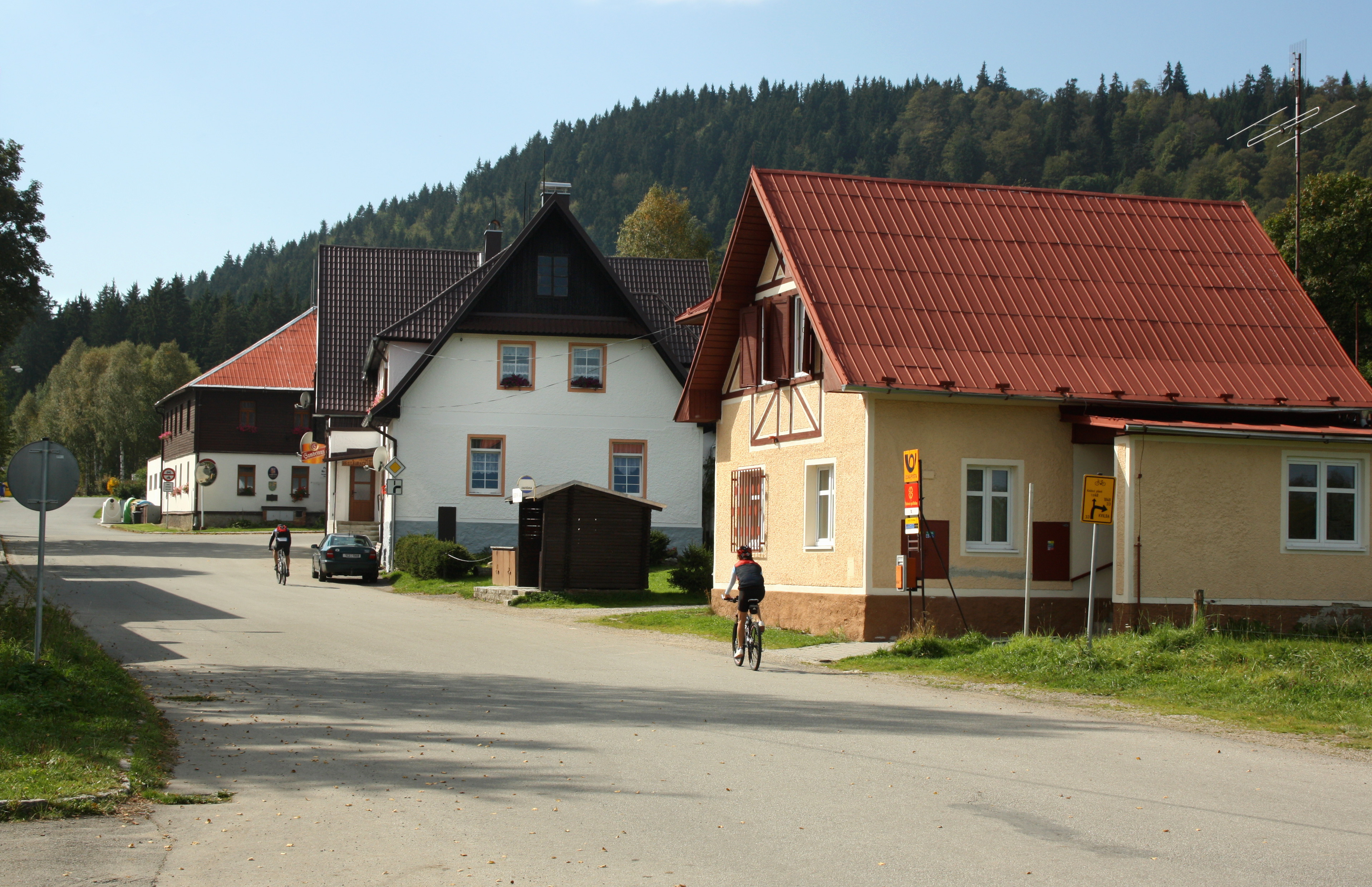
Das Postgebäude
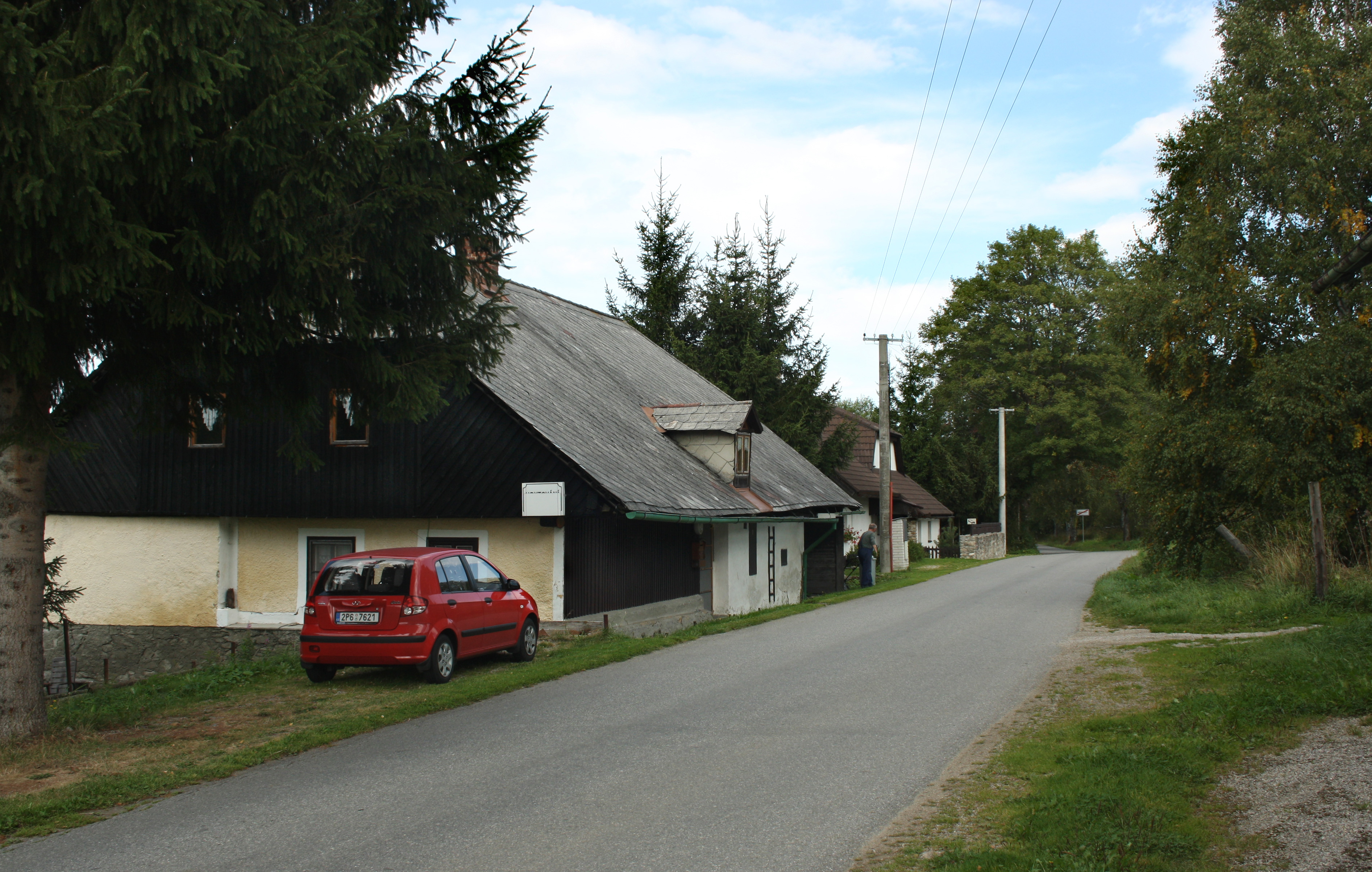
Nový Svět – der Ortsteil